# Pavel Peter Gojdič
Blahoslavený Pavel Peter Gojdič (17. července 1888, Ruské Pekľany, Rakousko-Uhersko – 17. července 1960, věznice Leopoldov) byl řeckokatolický řeholník, biskup a mučedník, 6. eparcha prešovský. V roce 2001 jej papež sv. Jan Pavel II. prohlásil za blahoslaveného, v roce 2008 mu komise při Jad vašem přiznala titul Spravedlivý mezi národy.

## Život
Narodil se v rodině řeckokatolického kněze. Studoval teologii v Prešově a Budapešti a roku 1911 byl vysvěcený za kněze.

### Kněz
Působil v Cigeľce, kde sloužil svou primici, a v Prešově. Vstoupil do kláštera baziliánů na Černečej Hore u Mukačeva, kde přijal řeholní jméno Pavel.
Dne 14. září v roce 1926 byl jmenován apoštolským administrátorem prešovské eparchie a v březnu roku 1927 byl v Římě vysvěcený na biskupa. V roce 1940 byl přes odpor vlády Slovenského státu jmenován eparchou (biskupem) prešovským.

### Eparcha v časech Slovenského státu
Byl značně kritický k Tisovu režimu a ostře se stavěl proti jeho protižidovskému tažení, což bylo jednou z hlavních příčin otevřeného nepřátelství mezi řeckokatolickou církví a slovenskou vládou.[zdroj?]
V dopise, který odeslal pověřenci Burziovi v květnu 1942, vyzývá Svatý stolec, aby přiměl Tisa buďto k zastavení ukrutností páchaných na Židech, nebo (pokud by to nebylo možné) jej buďto přiměl odstoupit z čela Slovenského státu, nebo zbavil kněžství. Z dopisu je zřejmé, že tehdy ještě nevěděl, že jsou deportovaní Židé vyvražďováni.
Gojdič později opakovaně veřejně protestoval proti ukrutnostem páchaných na Židech a vydávání Židů do rukou Třetí říše a tajně instruoval kněze a kláštery, aby Židům pomáhali a ukrývali je.
Gojdič zachránil přinejmenším sedmadvacet Židů tím že je pokřtil nebo jim zajistil ukrývání v řeckokatolickém klášteře.

### Eparcha v čase komunismu
Po únoru 1948 se postavil na odpor rozhodnutí KSČ spojit řeckokatolickou církev s pravoslavnou, v roce 1949 byl Gojdičovu ordinariátu přidělen vládní zmocněnec a on sám byl fakticky v domácím vězení.
- V roce 1950 zahájila československá vláda a její bezpečnostní složky akci P, během níž pozatýkaly řadu řeckokatolických duchovních včetně Pavola Gojdiče. Vyvrcholení akce přišlo 28. dubna 1950, kdy proběhl „Prešovský lžisobor“, biskup Gojdič byl zatčen a odvezen do internace a řeckokatolická církev byla násilím sloučena s pravoslavnou církví.[4]

V lednu roku 1951 byl spolu s dalšími duchovními (Ján Vojtaššák, Michal Buzalka) odsouzen ve vykonstruovaném procesu k doživotnímu vězení, ztrátě všech občanských práv a zaplacení pokuty ve výši 200 000 Kčs za údajnou velezradu a špionáž (rozsudek byl v plném rozsahu zrušen až v roce 1990).
Během následného krutého věznění mu bylo přislíbeno propuštění, pokud uzná spojení s pravoslavnou církví a (údajně) mu byl nabízen i post patriarchy. Odmítl. Zemřel na následky mučení a krutého věznění v den svých 72. narozenin ve věznici Leopoldov.

## Po smrti
Pohřben byl na vězeňském hřbitově, odkud byly jeho ostatky v roce 1968 převezeny do Prešova. Od roku 1990 jsou uloženy v sarkofágu v kapli prešovské katedrály. Papež sv. Jan Pavel II. jej prohlásil 4. listopadu 2001 za blahoslaveného. V roce 2008 mu komise při Jad vašem posmrtně udělila titul Spravedlivý mezi národy. Slavnostní vyhlášení tohoto aktu připadlo na 27. ledna 2008.

## Odkazy

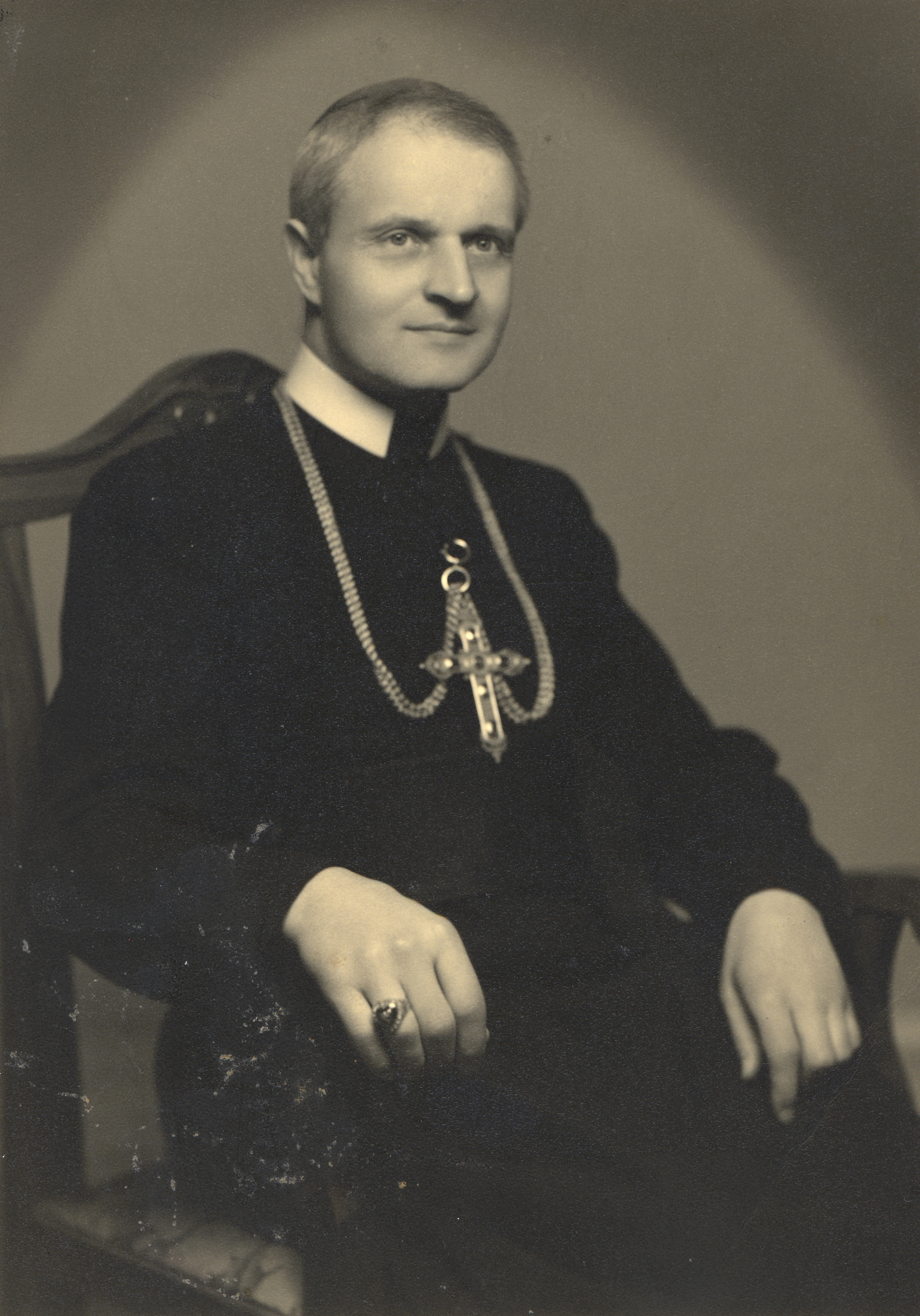
Fotografie

Malba

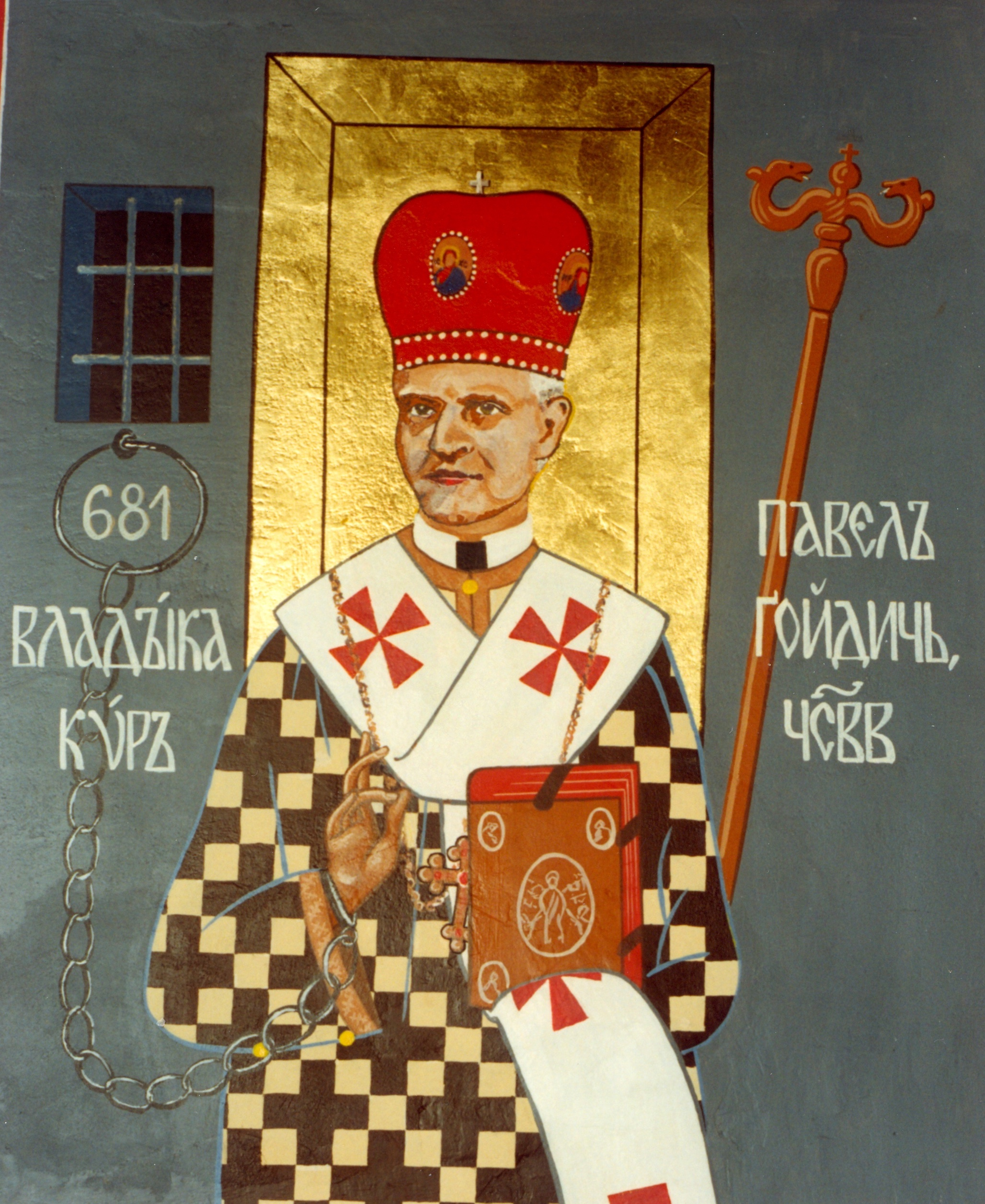
Freska v Trebišově

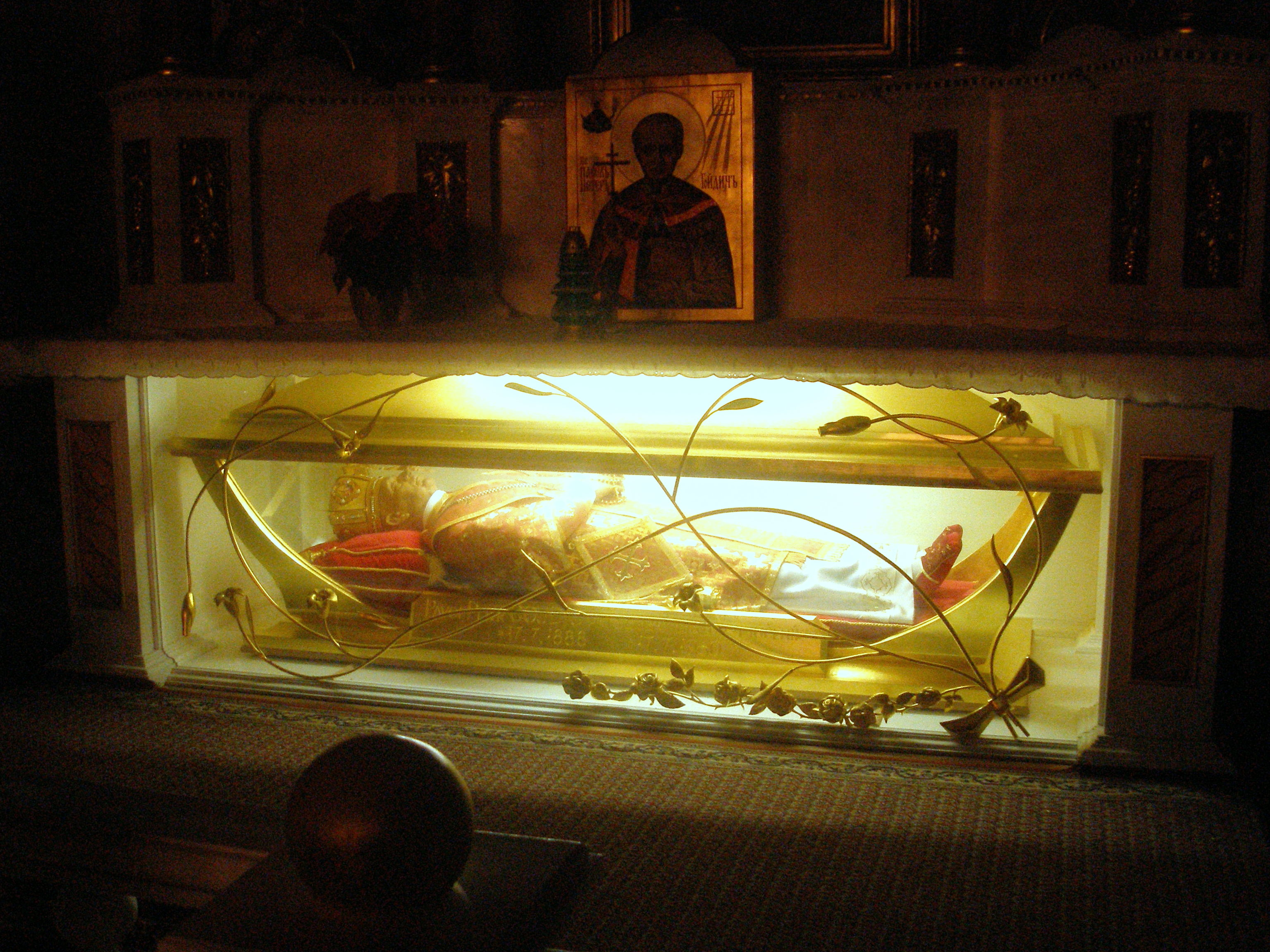
Hrob bl. Pavla Petra Gojdiče v Prešově